# Simulium pindiensis
Simulium pindiensis är en tvåvingeart som beskrevs av Khatoon och Hasan 1996. Simulium pindiensis ingår i släktet Simulium och familjen knott. Inga underarter finns listade i Catalogue of Life.